# Гложене (Ловечская область)
Гложене (болг. Гложене) — село в Болгарии. Находится в Ловечской области, входит в общину Тетевен. Население составляет 1086 человек.

## Достопримечательности
- Гложенский монастырь — православный монастырь XIII века.

## Люди, связанные с селом
- В Гложене в 1964 году родился футболист Петр Кынчев Хубчев.

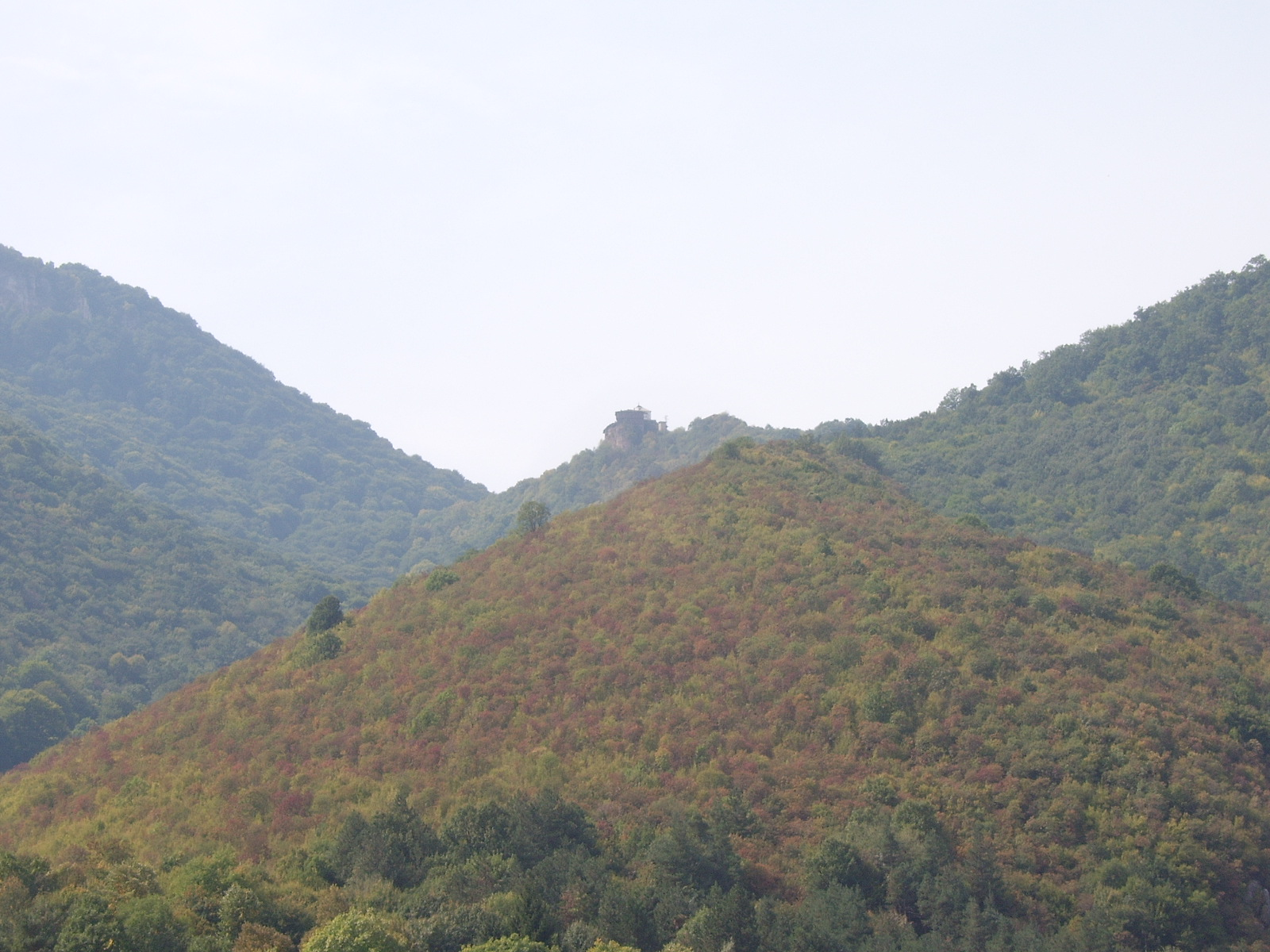
Вид на Гложенский монастырь из села

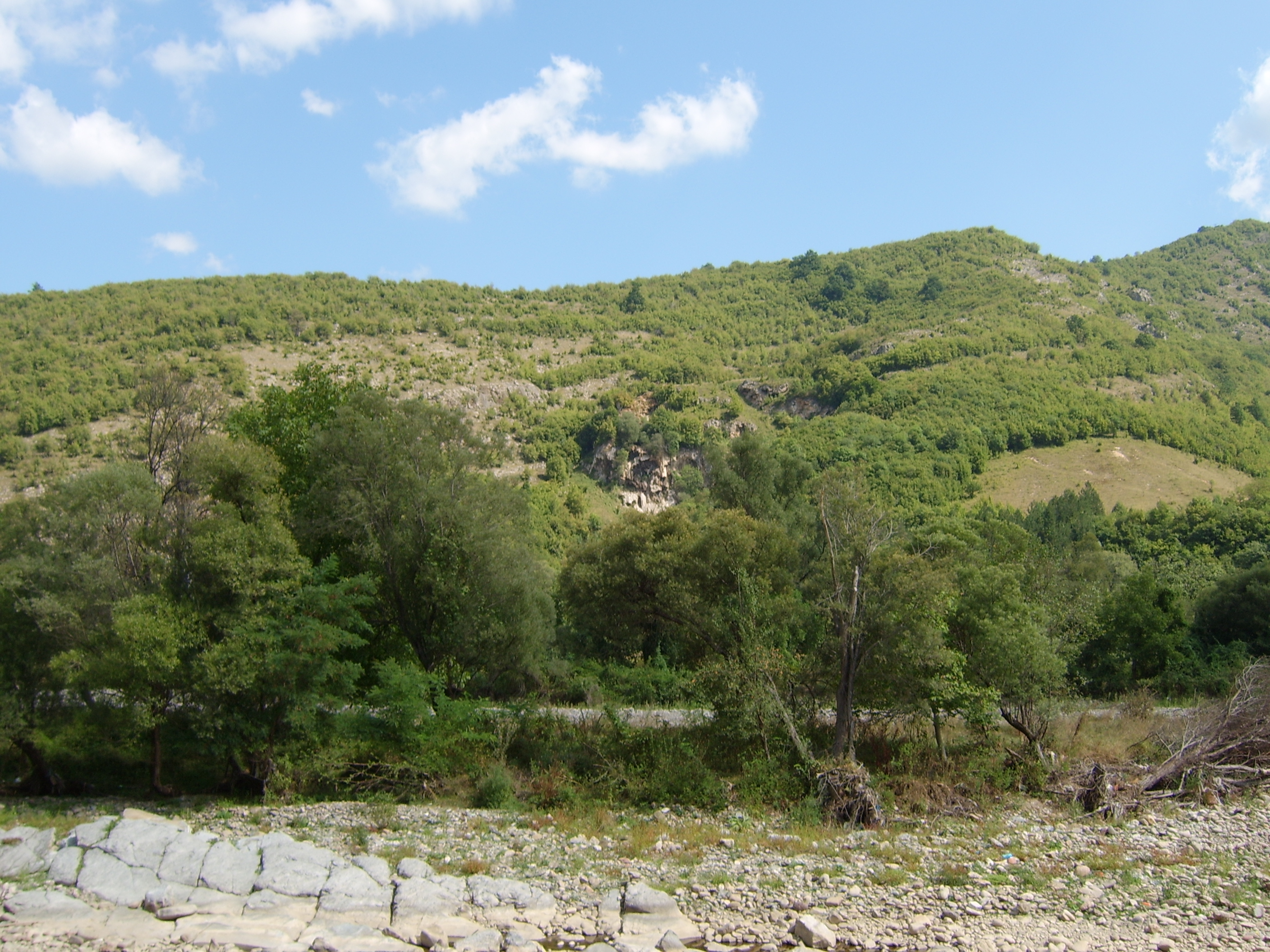
Водопад у Гложене